# Malin Matsdotter
Malin Matsdotter o Mattsdotter, también conocida como Rumpare-Malin (1613-5 de agosto de 1676) fue una supuesta bruja sueca de origen finlandés. Es conocida como una de las pocas personas en Suecia ejecutadas en la hoguera por brujería, y la única que fue ejecutada por este método durante la famosa caza de brujas Det Stora oväsendet ('El gran ruido') en Suecia durante 1668– 1676, que terminó con su ejecución.

## Primeros años de vida
Según las actas del juicio, Malin Matsdotter era de ascendencia finlandesa: ella misma declaró más tarde en el tribunal que originalmente aprendió sus oraciones en finlandés. Nació en Österbotten en Finlandia (en ese momento parte de Suecia) y se mudó a la capital de Estocolmo para trabajar como sirvienta en la década de 1630. En 1638 se casó con Erik Nilsson (1592-1668), que trabajaba en la fabricación de clavos y otros objetos metálicos, y tuvieron dos hijas sobrevivientes: Anna Eriksdotter (nacida en 1655) y Maria Eriksdotter (nacida en 1657).
En 1668, su esposo fue ejecutado por cometer bestialismo con una vaca. Había sido denunciado por su hija Anna, de 13 años, después de que ella y su hermana fueran llevadas a casa después de huir para escapar de ser golpeadas por su padre, y luego por su madre por orden de su padre. Durante la paliza subsecuente, se dice que Anna le dijo a su padre: "Dios sabe que mamá golpeaba, y tú golpeabas, y ya no permaneceré en silencio, qué pecado has cometido, parado en una silla sobre nuestra vaca negra como un gallo sobre una gallina". Malin testificó en el juicio contra su esposo que él había estado durmiendo con un cuchillo debajo de la almohada y había actuado de manera suicida.
Malin Matsdotter se volvió a casar en 1669, esta vez con Anders Arendtsson, quien parece haber muerto antes de que Malin fuera acusada de brujería. Sus hijas se fueron de casa poco después, alegando como motivo las frecuentes discusiones entre su madre y su padrastro. Se sabe muy poco sobre Malin Matsdotter, aparte de los fragmentos que surgieron durante su juicio, también escasos. Se desconoce su ocupación; se menciona que estuvo activa como partera en una ocasión, pero se desconoce si esa era su profesión habitual. Aunque descrita como pobre, en 1676, era dueña de su propia casa en Mariaberget en Estocolmo, y Anna Zippel (también acusada en el mismo juicio por brujería) la había contratado como partera, pero no hay información de que fuera una partera profesional y no se la menciona como tal en las actas judiciales. Su casa incluía una sauna, que era ya una forma común de higiene entre todas las clases sociales en Finlandia en este período, y se sabe que obtenía un pequeño ingreso alquilando su sauna. En las actas del tribunal, se la conoce con el sobrenombre de "Rumpare Malin"; Se desconoce el significado de "Rumpare", pero es similar al término "Rumpoxe", que era un peyorativo contemporáneo utilizado para personas "estúpidas", sin educación. 
Desde 1668, una cacería de brujas nacional se extendió por Suecia desde la acusación de Märet Jonsdotter por parte de Gertrud Svensdotter en Dalecarlia, lo que resultó en el establecimiento de comisiones de brujas en todo el país y la ejecución de unas 280 personas, acusadas de secuestrar niños para el sabbat de Satanás en Blockula y, a menudo, juzgadas por los testimonios de los mismos niños. El frenesí de brujas sueco alcanzó su punto máximo con los Juicios por brujería de Torsåker en 1675, y llegó a la capital de Estocolmo el mismo año con el chico de Gävle, que condujo a un juicio de brujas en la congregación de la iglesia de Katarina, conocido como los juicios por brujería de Katarina. Eran niños y adolescentes de la parroquia de Katarina que comenzaron a seguir el ejemplo del chico de Gävle al señalar a mujeres por secuestrarles para Satanás. En mayo de 1676, el juicio por brujería de Katarina había resultado en la ejecución de las hermanas Brita y Anna Zippel, Maria Jönsdotter, Margareta Matsdotter y Anna Persdotter Lärka, así como la muerte en prisión por suicidio de Anna Månsdotter y Karin Johansdotter.

## Juicio
En julio de 1676, Malin Matsdotter fue denunciada por brujería por su hija Maria Eriksdotter, de diecinueve años. Su informe declaró:
"La verdadera hija de Rumpare Malin, Maria Eriksdotter, de diecinueve años, fue llamada y confesó que esa misma noche había sido secuestrada por Anna esposa de Staffan, que vende cerveza en Dalarö, a quien su madre la había perdido en las apuestas [. . .] La última noche de Pascua, su madre supuestamente le dijo: Hija mía, quieres seguirme y haremos de ti un pueblo [...] a partir de entonces comenzó a llevarla todas las noches [a Blockula] [...] la segunda vez [viajó a Blockula] sobre un hombre. Confesó aparte que su madre siempre había tenido malas palabras, maldecía y usaba palabras feas, particularmente en las grandes festividades”.
Malin Matsdotter fue interrogada y advertida de que dijera la verdad. Fue interrogada minuciosamente sobre su instrucción religiosa. Cuando se le pidió que recitara el Credo, respondió que no podía molestarse en leer y que apenas conocía el Padrenuestro. Sus dificultades con el lenguaje llamaron la atención cuando tuvo dificultades para leer las oraciones que le ordenó el tribunal: ella misma no las sabía e incluso tuvo problemas para repetirlas cuando se las leían. El tribunal notó que ella dudó de manera sospechosa cuando debía repetir las oraciones palabra por palabra. El hecho de que tuviera problemas para leer era ciertamente poco común en el Estocolmo del siglo XVII: desde la Ordenanza de la Iglesia sueca de 1571, todos los ciudadanos, independientemente de su clase social o sexo, estaban obligados por ley a saber leer, para poder leer la Biblia. El hecho de que ella parece haber preferido el finlandés no fue considerado extraño por el tribunal, ya que la capital tenía una gran minoría finlandesa de la provincia cercana que incluso tenía su propia congregación; sin embargo, lo que se consideraba sospechoso para una persona acusada de confraternizar con el Diablo era, más bien, el hecho de que tuviera dificultad para leer y pronunciar palabras de las Sagradas Escrituras.
Su hija Maria Eriksdotter testificó que Malin la llevó a ella y a varios otros niños a Satanás en Blockula, y que el mismo Satanás, "El malvado", apareció en el tribunal, alto, moreno, de negro y con cuernos, de pie junto a su madre, agarrando su falda y susurrando en voz alta en su oído que no confesara. El tribunal ordenó a Malin que se arrodillara y rezara para poder confesar, y después de haber obedecido, su hija declaró que ya no podía ver al diablo.
Matthias Wallendorph, de diez años, y Margreta Jöransdotter, de siete años, testificaron haber sido secuestrados por Malin a Blockula, y apoyaron a Maria Eriksdotter en sus palabras de que Satanás apareció detrás de Malin y le advirtió que no confesara. La mujer casada Gertrud Mattsdotter testificó que Malin había secuestrado a sus hijos para Satanás 16 veces antes de perderlos en una apuesta con otra mujer acusada de hechicería, Anna Simonsdotter Hack, llamada Tysk-Annika ("Annika la alemana"), y que Malin se los había secuestrado 14 veces mientras estaba en prisión. Los hijos de Gertrud Mattsdotter testificaron que Malin los había golpeado para evitar que testificaran, y Gertrud Mattsdotter testificó que había visto a sus hijos sufrir ataques mientras Malin los golpeaba sobrenaturalmente desde la prisión, y que prefería verlos morir antes que sufrir, y que ella misma mataría a Malin si no la ejecutaban. La hija de Gertrud Mattsdotter, Annika, le preguntó a Malin si no había apostado con Tysk-Annika sobre quién iba a incendiar el palacio del Conde Per, pero Malin se negó a confirmarlo. La hija mayor de Malin, Anna Eriksdotter, apoyó el testimonio de su hermana de que su madre las llevó a Satanás, pero cuando afirmó que ella misma había comenzado a secuestrar niños, también fue arrestada. El tribunal le preguntó a Maria Eriksdotter si estaba tratando de ejecutar a su madre para heredar su casa, pero ella lo negó. El esposo de Malin no se menciona apenas durante el juicio y nunca fue llamado a testificar.
El tribunal le pidió a Malin Matsdotter que se arrodillara y repitiera una oración leída, pero no tuvo éxito antes de su undécimo intento, al que el tribunal le dio gran importancia. Había sido contratada como partera por Anna Zippel, quien previamente había sido ejecutada por brujería, y comentó que si alguna vez hubiera llevado a alguien a Blockula, lo cual negó, en ese caso, lo habría aprendido de Ana Zippel.
El tribunal quedó convencido de su culpabilidad por el testimonio de sus propias hijas combinado con su falta de conocimiento religioso y dificultad para leer oraciones. Comentó el testimonio de sus hijas con las palabras: "Dios mío, que se vayan allí [a Blockula] para siempre", y afirmó que no le importaba morir cuando sus propias hijas testificaban en su contra. Sus hijas fueron interrogadas nuevamente y se mantuvieron firmes en sus testimonios, como Malin se mantuvo firme en su negación. Una negación tan firme a menudo se consideraba una señal de que el Diablo ayudaba a la bruja a resistir los interrogatorios. Acusó a sus hijas de un mal estilo de vida, y cuando el tribunal le pidió que especificara, ella respondió con tal lenguaje que, de hecho, su respuesta nunca fue escrita en las actas judiciales, porque era "ofensiva para los oídos decentes". Sí dijo que sus hijas habían cometido robos y que apenas habían intentado trabajar y mantenerse como sirvientas antes de aburrirse y regresar con ella y esperar que ella las mantuviera nuevamente.

## Ejecución
El 16 de julio de 1676, Malin Matsdotter fue juzgada culpable de los cargos por un tribunal unánime sobre los testimonios de sus hijas y sentenciada a muerte. El método de ejecución fue objeto de debate en la comisión real de brujería, que debía decidir entre tres alternativas; la primera la ejecución habitual por decapitación seguida de la quema pública del cadáver; la segunda era que sería sometida a tortura antes de la primera alternativa; y la tercera alternativa era que la ejecutarían quemándola viva. La última alternativa obtuvo el voto mayoritario. El comisario clerical Carolinus afirmó en su voto que se debía anteponer el honor de Dios al dolor personal de Malin y que se le debía dar a probar lo que le esperaba en el Infierno después de haber seducido a tantas almas para Satanás; los comisarios Ivar y Noreus motivaron su voto por el efecto disuasorio que tal método tendría sobre el público y sus cómplices, y el comisario doctor Urban Hjärne sugirió que fuera torturada con hierro candente antes de la ejecución, lo que la dejaría inconsciente e incapaz de sentir dolor, porque de lo contrario su muerte sería demasiado cruel, pero la sugerencia fue revocada con la opinión, expresada por un sacerdote, de que el honor del nombre de Dios era más importante que la experiencia personal de dolor de Malin; el método también se consideró necesario como ejemplo para el público y para sus cómplices. Sin embargo, debería tener una bolsa de pólvora asegurada alrededor de su cuello para que su muerte fuera más rápida. Debido a que el tribunal estaba convencido de su culpabilidad, su negativa a admitirla empeoró su posición ante los ojos del tribunal. Una sugerencia fue que, en el lugar de la ejecución, se le daría una última oportunidad de confesar su pecado; si lo hacía, sería decapitada antes de ser quemada.
El método de ejecución hace que el caso de Malin Matsdotter sea único en Suecia. Fue la única persona de las casi 300 ejecutadas durante la gran caza de brujas sueca de 1668-1676, que fue quemada viva en lugar de una decapitación seguida de la quema pública del cadáver, que era la ejecución normal por brujería en Suecia. Aunque varios delitos permitían formalmente la quema pública como método de ejecución, esto en realidad significaba que los condenados eran "ejecutados y quemados", lo que significaba que primero eran ejecutados por decapitación o ahorcamiento, después de lo cual su cadáver era quemado públicamente: la quema de alguien todavía vivo había sido utilizada en el país muy pocas veces antes, por lo que el veredicto fue controvertido. Malin Matsdotter fue la última persona en ser ejecutada en la hoguera en la capital Estocolmo, y la penúltima en ser ejecutada en la hoguera en Suecia. No se ha confirmado que ninguna otra persona ejecutada por brujería en Suecia haya sido quemada viva. Debido a esto, a veces también se la ha considerado la única en Suecia que fue ejecutada en la hoguera por brujería. Sin embargo, aunque la decapitación era el método habitual, es probable que al menos en algunos casos a principios del siglo XVII se haya utilizado este método. El método de ejecución por quema había sido debatido previamente por la comisión en Estocolmo durante el juicio por brujería de Katharina de 1675-1676 y en realidad se le dio a una condenada anterior, Anna Lärka, por su negativa a admitir su culpabilidad, pero se retractó y evitó así la ejecución en la hoguera. En el caso de Matsdotter, la sentencia debía ejecutarse.
La ejecución se realizó en la plaza de Hötorget en Estocolmo el 5 de agosto de 1676. Malin Matsdotter iba a ser ejecutada junto con Anna "Annika" Simonsdotter Hack, conocida como "Tysk-Annika", que también había sido acusada y condenada a muerte por el testimonio de sus propios hijos, pero que iba a ser ejecutada de la forma habitual por decapitación antes de la quema. Se ha notado el contraste entre el comportamiento de las dos. Anna Simonsdotter fue descrita como llena de humildad y respeto y se comportó como se esperaba de ella, y aunque no dijo directamente que era culpable, se comportó como se esperaba, y "por su remordimiento, por sus salmos y por caer de rodillas y levantando la cabeza y las manos al cielo, confirmó la justicia en el veredicto y la justicia en el mundo". Según testigos contemporáneos, Malin Matsdotter se comportó con gran dignidad y coraje durante su ejecución. Cuando se le pidió que tomara la mano de su hija para hacer las paces con ella antes de morir, ella se negó; "no parecía temer mucho a la muerte, subiendo valientemente la hoguera", e incluso el protocolo oficial de ejecución señaló que ella "era muy dura". Habló tranquilamente con el verdugo, "permitiendo que la sujetara con hierro por las manos y los pies", y se colocó la bolsita de pólvora alrededor de su cuello para acelerar la muerte. Ella respondió a los sacerdotes con la frente en alto cuando le suplicaron que reconociera su pecado, manteniendo su inocencia. Cuando su hija gritó y le pidió que admitiera sus crímenes, "Malin entregó a su hija en manos del Diablo y la maldijo por la eternidad". La hija en cuestión habría sido Maria Eriksdotter, ya que Anna Eriksdotter estaba arrestada en ese momento. La ejecución en sí misma fue descrita:
"Pero aunque todo esto era horrible y patético de ver, aquellas que sufrieron la muerte no derramaron una lágrima, sino que se mantuvieron firmes en su punto de vista de inocencia con un coraje sobrenatural".
La tradición afirma que Malin Matsdotter no gritó sino que murió en silencio, de acuerdo con la opinión contemporánea de que las brujas no sentían dolor.

## Secuelas
De hecho, la ejecución de Malin Matsdotter significó el final del juicio de brujas de Katarina en Estocolmo y el final de la caza de brujas nacional de 1668-1676 en Suecia. Algunos de los jueces de la comisión, en particular Urban Hjärne y Eric Noraeus, comenzaron a expresar escepticismo hacia los niños testigos e instigar una técnica de interrogatorio diferente con ellos al pedirles que repitieran sus testimonios en lugar de afirmar los que ya habían dado. Esto se produjo particularmente porque los niños testigos habían comenzado a acusar a personas de las clases altas, como la esposa del Capitán Margareta Staffansdotter Remmer y Maria Sofia De la Gardie. Esto resultó en la ruptura de un testigo, Annika Thomsdotter, en el tribunal el 11 de septiembre de 1676, que llevó a otros testigos a retractarse de sus testimonios y culpar a los testigos principales, el chico de Gävle, Lisbeth Carlsdotter y las sirvientas de Myra de haberlos convencido de cometer perjurio. Diecisiete niños y adolescentes testigos admitieron falso testimonio. Esto interrumpió eficientemente el juicio de brujas de Katarina. Los restantes acusados, Margareta Staffansdotter Remmer, Karina Ambjörnsdotter y Margareta Matsdotter Dufva, fueron puestos en libertad y, en cambio, los tribunales procesaron a los testigos por perjurio, lo que condujo a ejecuciones y castigos físicos. 
Los principales perjuros, el chico de Gävle, Lisbeth Carlsdotter y las sirvientas de Myra (Annika Hinrichzdotter y Agnis Eskilsdotter), fueron ejecutados el 20 de diciembre de 1676. La hija de Brita Zippel, Annika Zippel, fue sentenciada a ser azotada y murió durante el castigo. La hija mayor de Malin Matsdotter, Anna "Annika" Eriksdotter, también fue arrestada después de haber declarado durante su testimonio contra su madre que ella misma había comenzado a seguir su ejemplo al secuestrar niños para Satanás. Encarcelada, relató que escuchó a su madre llamarla en sueños, pellizcarla y pedirle que "viniera lo antes posible" porque la había acusado de brujería. Anna Eriksdotter fue, como los otros acusados restantes, liberada del cargo de brujería, pero sentenciada a ser azotada por perjurio. Durante los azotes, la multitud atacó a los guardias que los azotaban arrojándoles piedras. La hija menor de Malin, Maria Eriksdotter, recibió una advertencia oficial para enmendar su pecado de perjurio. 
Malin Matsdotter fue la última persona en ser ejecutada por brujería en Estocolmo, la última persona en ser ejecutada en la hoguera en Estocolmo y la penúltima en ser ejecutada en la hoguera en Suecia, junto a Lars Nilsson en 1693. En 1677, se ordenó a todos los sacerdotes del país proclamar en sus iglesias que las brujas habían sido expulsadas del país para siempre, a fin de evitar más juicios por brujería. Esto puso fin a la gran caza de brujas sueca de 1668-1676. Aunque hubo acusaciones después de esto, pocas personas fueron ejecutadas por brujería después del año 1676. La última ejecución por brujería tuvo lugar en 1704 cuando Anna Eriksdotter fue decapitada, la última persona ejecutada por brujería en la historia de Suecia.